# Jorge Dorio
Jorge Oscar Dorio (Buenos Aires, 26 de marzo de 1958-Trenque Lauquen, 13 de marzo de 2024) fue un periodista, escritor, poeta y actor argentino, conocido por sus participaciones televisivas, como panelista o conductor, al igual que durante su etapa junto a Alejandro Dolina en el programa radial La venganza será terrible.

## Biografía
Nació en Barracas. Hijo del actor Jorge Dorio (1936-2020), y hermano de las actrices Julieta Dorio y Melina Dorio, cursó sus estudios primarios en los colegios Bernardo de Irigoyen, Modern School (de Lanús, los dos últimos años) hasta sus 12 años y en las secundarias Colegio Nacional de Buenos Aires e Instituto Libre de Segunda Enseñanza.
En su juventud estudió medicina, practicó deportes ―que incluyeron gimnasia sueca y esgrima― y escribió poesía.
En el Colegio Nacional Buenos Aires fue un alumno modelo y estuvo al frente del centro de estudiantes, hasta que irrumpió la dictadura militar autodenominada Proceso de Reorganización Nacional.

"Ahí tuve sanciones de otro orden, porque terminé preso unas catorce veces en la comisaría segunda, a la que solía ir a sacarme el padre de Aníbal Ibarra".
Jorge Dorio

En el servicio militar recibió 15 arrestos por mala conducta y desde entonces no se afeitó el bigote.

"Algunas veces ha sido reducido, y no hace mucho tiempo fue la última. ¿Por qué? Es que en una de las notas aburridas de Bien arriba me pidieron que fuera a entrevistar a los bomberos. Dije: «Muchachos, soy de Barracas». Entonces me fui al cuartel y a la noche tuve mi bautismo de fuego, salí a apagar un incendio. Cuando me acerqué un poco, se me chamuscaron los bigotes de una manera tonta".
Jorge Dorio

Dorio falleció el 13 de marzo de 2024 en Trenque Lauquen, donde se encontraba hospitalizado a raíz de infarto agudo de miocardio, el 3 de ese mes.

## Radio
En 1984 comenzó su carrera en la radio, en Sueño de una noche de Belgrano, con Martín Caparrós, que ganó el premio España Radiodifusión, al mejor programa de habla hispana.
A fines de los años ochenta empezó a trabajar con Alejandro Dolina en La venganza será terrible y, más tarde, en La barra de Dolina, por Canal 7 Argentina. Más adelante habrá de participar de martes a viernes a la medianoche en el programa La venganza será terrible, que se emitía entonces por Radio Del Plata, bajo la conducción de Alejandro Dolina, hasta 2015.
En 2007 hizo Si esta no es la siesta, su programa en Radio de la Ciudad (La Porteña). Junto a Eric Calcagno Si esta no es la siesta, pasó desde 2010 a los sábados por la radio La Voz de las Madres. 
En 2011, con Alejandro Lingenti y Mariano Hamilton, comenzó todas las tardes a las 18 en radio La Rock (de Radio Nacional).

"Él hablaba como si escribiera, hasta con puntos y comas incluidos. Quien lo escuchara frasear y asociar libremente en busca de redondear una idea probaba que, en su caso, ser culto no era una postura y, tanto menos, una impostura. Cierto que todo lo decía muy rápido, tipo catarata de palabras".
Carlos Ulanovsky

## Televisión
En 1986, también junto a Caparrós, trabajó en el programa El monitor argentino.
En años posteriores pasó a Badía & Compañía, junto a Juan Alberto Badía, hasta 1995.
Regresó a la televisión en el 2000 como panelista de ABL, conducido por Diego Bonadeo.
Entre 2001 y 2003 ganó notoriedad como panelista de los debates de las primeras ediciones argentinas de Gran Hermano.
En 2007 fue panelista televisivo de Gran Hermano, El Debate, donde trabajaba junto a Marisa Brel y Mariano Peluffo, entre otros. También en ese año fue parte del personal de Bien tarde, conducido por Fabián Gianola, y del programa radial Bien arriba.
En 2011 participó, parodiando a Caparrós, en el falso documental de Dolina Recordando el show de Alejandro Molina, transmitido por Encuentro.
De 2013 a 2015 formó parte del programa televisivo 6, 7, 8.
Formó parte del programa Uno Mas Uno Tres, conducido por el periodista Santiago Cúneo y emitido en Internet por el Canal 22.

## Cine
En 1992 debutó en cine con la película El lado oscuro del corazón, junto a Darío Grandinetti, Nacha Guevara, Andrea Tenuta y el escritor uruguayo Mario Benedetti.
En 1996 trabajó en la película Besos en la frente, junto a China Zorrilla y Carolina Papaleo, entre otros.
En 2001 interpretó a Carlos Guerrero en la película El retrato de Felicitas, donde compartió elenco con Pancho Ibáñez y Jean Pierre Noher, entre otros.
En 2008 trabajó en la película La luz del bosque.

## Teatro
En 2020, participó de la obra teatral Sex, dirigida por José María Muscari, junto a artistas como Gloria Carrá, Diego Ramos y Militta Bora. Sobre Dorio, se dijo:

"Jorge es un pensador que le brindará una mirada más conceptual en un año electoral, donde la política está caliente y pornográfica y afecta a nuestra sexualidad. Siempre me gustó su oralidad y su desprejuicio para enfrentar diversos temas".
Muscari

## Internacional

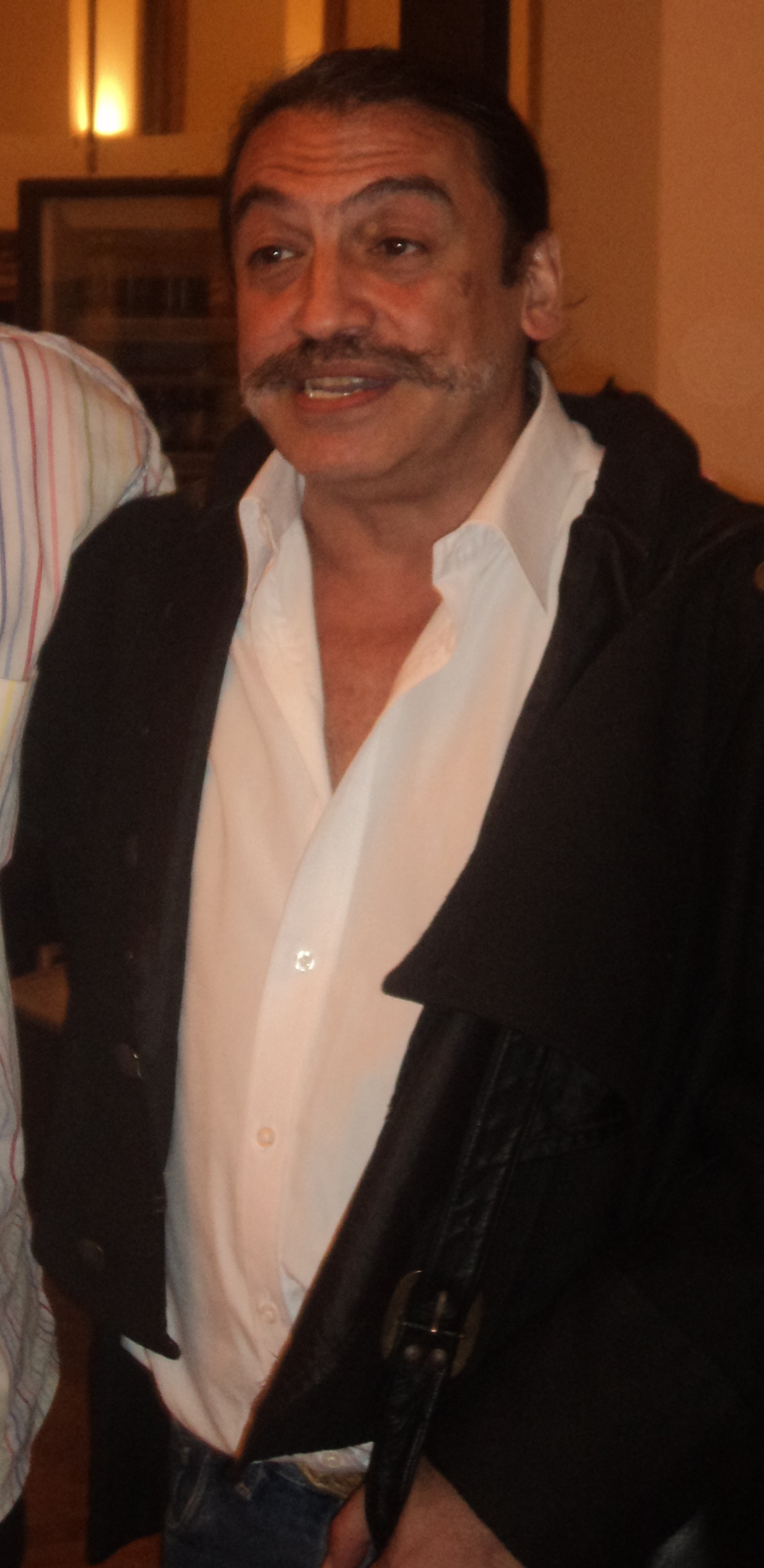
Jorge Dorio en el año 2012.

Hacia 1995 se incorporó a la OEA, siendo observador electoral en Perú, y productor de la serie de programas para televisión América viva. Luego fue corresponsal periodístico.

## Gráfica
Colaboró en el diario Convicción, fundado por el almirante Emilio Massera en 1978.
Hasta 1991 dirigió junto a Caparrós veinte números de la revista Babel.
Publicó varios libros, el último fue La verba infamada, por Juvenilia Ediciones.
Escribió el prólogo de Trash. Retratos de la Argentina mediática, de Alejandro Seselovsky.